# 2012年世界三對三籃球錦標賽
2012年世界三對三籃球錦標賽為第一屆世界三對三籃球錦標賽，是一項國際性三對三籃球賽事，分為男子、女子和混合賽事。本屆賽事於2012年8月23日至26日在希臘雅典舉行。

## 各項成績
| 項目          | 金牌     | 银牌   | 铜牌   |
| 男子 （詳細） | 塞爾維亞 | 法國   | 烏克蘭 |
| 女子 （詳細） | 美國     | 法國   | 澳洲   |
| 混合 （詳細） | 法國     | 阿根廷 | 烏克蘭 |

## 參賽隊伍

### 男子
| A組 - 巴西 - 保加利亞 - 愛沙尼亞 - 以色列 - 希臘 - 俄羅斯 |  | B組 - 捷克 - 拉脫維亞 - 尼泊爾 - 塞爾維亞 - 斯洛維尼亞 - 西班牙 |  | C組 - 阿根廷 - 法國 - 關島 - 墨西哥 - 烏克蘭 - 委內瑞拉 |  | D組 - 埃及 - 英格蘭 - 黎巴嫩 - 羅馬尼亞 - 土耳其 - 美國 |

### 女子
| A組 - 澳洲 - 烏克蘭 - 中華台北 - 愛沙尼亞 - 巴西 - 墨西哥 |  | B組 - 法國 - 匈牙利 - 捷克 - 希臘 - 斯洛伐克 - 尼泊爾 |  | C組 - 俄羅斯 - 西班牙 - 英格蘭 - 土耳其 - 羅馬尼亞 - 約旦 |  | D組 - 美國 - 阿根廷 - 保加利亞 - 德國 - 安哥拉 - 荷蘭 |

## 外部連結
- 官方網站